# HMS Otway (51)
HMS Otway (51) là một  tàu ngầm lớp Odin. Nó nguyên được chế tạo như là chiếc HMAS Otway cho Hải quân Hoàng gia Australia và nhập biên chế năm 1927, nhưng được chuyển trả cho Anh Quốc khi Australia gặp khó khăn tài chánh từ năm 1931, và đã phục vụ cùng Hải quân Hoàng gia Anh cho đến khi Chiến tranh Thế giới thứ hai kết thúc. Otway xuất biên chế và bị tháo dỡ vào năm 1945.

## Thiết kế và chế tạo

### Thiết kế
Lớp Odin được chế tạo với một thiết kế được cải biến nhằm phục vụ cùng Hải quân Hoàng gia Australia. Nó có chiều dài chung 275 ft (84 m), mạn tàu rộng 29 ft 7 in (9,02 m) và mớn nước sâu 13 ft 3 in (4,04 m). Nó có trọng lượng choán nước 1.350 tấn Anh (1.372 t) khi nổi và 1.870 tấn Anh (1.900 t) khi lặn. Con tàu được vận hành bằng hai động cơ diesel Admiralty công suất 2.950 bhp (2.200 kW) cùng hai động cơ điện công suất 1.350 shp (1.010 kW), mỗi chiếc dẫn động một trục chân vịt. Nó đạt được tốc độ tối đa 15,5 kn (28,7 km/h) trên mặt nước và 9 kn (17 km/h) khi di chuyển ngầm.
Otway có thủy thủ đoàn đầy đủ 54 người. Con tàu trang bị một hải pháo QF 4-inch/40 Mk IV, hai súng máy Lewis, cùng tám ống phóng ngư lôi 533 milimét (21,0 in), gồm sáu ống trước mũi và hai ống phía đuôi. Nó có thể mang theo tổng cộng 24 ngư lôi 21 in (530 mm).

### Chế tạo
Otway được đặt lườn dưới tên OA2 vào ngày 24 tháng 8, 1925 tại xưởng tàu của hãng Vickers Limited ở Barrow-in-Furness, và được hạ thủy vào ngày 7 tháng 9, 1926. Nó nhập biên chế cùng Hải quân Hoàng gia Australia vào ngày 15 tháng 6, 1927.

## Lịch sử hoạt động

### HMASOtway
Sau khi nhập biên chế, Otway cùng với tàu ngầm chị em Oxley tạm thời được phối thuộc cùng Chi hạm đội Tàu ngầm 5 của Hải quân Hoàng gia Anh. Hai chiếc tàu ngầm khởi hành vào ngày 8 tháng 2, 1928, cho hành trình đi sang Australia, trở thành chuyến đi dài nhất không được hộ tống được một tàu ngầm Anh thực hiện. Chúng được chuyển hướng đến Malta tại Địa Trung Hải sau khi các vết nứt xuất hiện trên cột động cơ của Otway, và khi đi đến Malta, các vết nứt tương tự cũng được tìm thấy trên cột động cơ của Oxley, nên hai con tàu phải ở lại Malta trong khi linh kiện thay thế được sản xuất và lắp đặt. Chúng tiếp nối hành trình vào tháng 11, và đi đến Sydney vào ngày 14 tháng 2, 1929.
Do tình trạng tài chính khó khăn dẫn đến cuộc Đại khủng hoảng bắt đầu ảnh hưởng đến Australia, hai chiếc tàu ngầm được đưa về trạng thái dự bị chỉ một năm sau đó. HMAS Otway được cho xuất biên chế vào ngày 10 tháng 5, 1930; dù sao cả hai chiếc tàu ngầm được duy trì trạng thái hoạt động, được cho rời cảng hai lần mỗi tháng để thực hành lặn. Tuy nhiên do chi phí để duy trì hai chiếc tàu ngầm, cùng với giới hạn về tải trọng do Hiệp ước Hải quân London năm 1930 đặt ra, đã khiến chính phủ Australia đề nghị hoàn trả Otway và Oxley cho Hải quân Hoàng gia Anh.

### HMSOtway
Otway chính thức nhập biên chế cùng Hải quân Hoàng gia Anh vào ngày 10 tháng 4, 1931, và lên đường để quay trở về Anh. Trong Thế Chiến II, nó hoạt động với số hiệu lườn 51, phối thuộc cùng Chi hạm đội Tàu ngầm Dự bị trực thuộc Bộ tư lệnh Portsmouth vào tháng 8, 1939, và được đặt dưới quyền chỉ huy của Trung tá Hải quân Howard Bone vào năm 1942.
HMS Otway được cho xuất biên chế vào năm 1945, và chuyển đến Inverkeithing, Scotland vào tháng 8 năm đó, nơi nó được tháo dỡ tại xưởng tàu của hãng Thos. W. Ward.